# Платон (Городецкий)
Митрополи́т Плато́н (в миру Никола́й Ива́нович Городе́цкий; 2 [14] мая 1803, посад Погорелое Городище, Ржевский уезд, Тверская губерния — 1 [13] октября 1891, Киев) — епископ Русской православной церкви, митрополит Киевский и Галицкий и священно-архимандрит Киево-Печерской Успенской лавры.

## Биография
Предки митрополита Платона в XVIII — начале XIX века были священно-церковнослужителями села Бурашева Тверского уезда Тверской губернии. Его отец — священник Иван Андреевич Шалюхин (1780—1848) служил в посаде Погорелом Городище (откуда и фамилия будущего митрополита, названного Городецким при поступлении в духовное училище), Ржевского уезда Тверской губернии.
После домашней подготовки под руководством отца, поступил в 1811 году в Ржевское духовное училище. Продолжил обучение с 1817 года в Тверской духовной семинарии, по окончании курса которой был послан в 1823 году в Санкт-Петербургскую духовную академию.
Выпущенный из академии в 1827 году (10-м магистром), в том же году (7 сентября) был назначен преподавателем в Орловскую духовную семинарию. Здесь он некоторое время (с 14 апреля 1829 года) исправлял должность инспектора семинарии, секретаря семинарского правления (с 19 октября 1828 года); производил ревизию духовного училища (с 13 апреля 1829 года). В 1829 году (29 сентября) он был переведён в бакалавры Санкт-Петербургской духовной академии, сначала на кафедру греческого языка в низшем отделении, а потом (с сентября 1830 года) — богословских наук: нравственного и обличительного богословия.
В мае 1830 года пострижен в монашество и посвящён в сан иеромонаха, а в следующем году, (6 ноября), за незаурядные умственные дарования, высокие качества его личного характера и строгую иноческую жизнь, возведён в сан архимандрита и назначен инспектором академии и состоял в этой должности до 1838 года.
В звании архимандрита Платон проходил и другие служения: был библиотекарем, членом совета Академии, исправлял обязанности эконома Академии, редактировал академический журнал «Христианское Чтение». Своей неутомимой и полезной деятельностью Платон обратил на себя внимание высшего начальства, и ему были поручены духовная цензура и ревизия духовно-учебных заведений. По должности цензора он рассматривал «Книгу соборных правил» на греческом и славянском языках. Платон первый стал преподавать богословские науки на русском языке, вместо латинского, и очистил их от схоластических форм; он первый стал разрабатывать полемику с расколом и преподавать историю раскола. Среди своих учеников в академии пользовался любовью и оставил по себе хорошую память.
20 декабря 1837 года архимандрит Платон был определён в Костромскую духовную семинарию ректором и профессором богословских наук. Кроме этих обязанностей, он в Костроме управлял также Богоявленским второклассным монастырем, занимал первое место в ряду членов консистории, был цензором проповедей тамошнего духовенства и состоял членом Комитета попечения о тюрьмах Костромы.

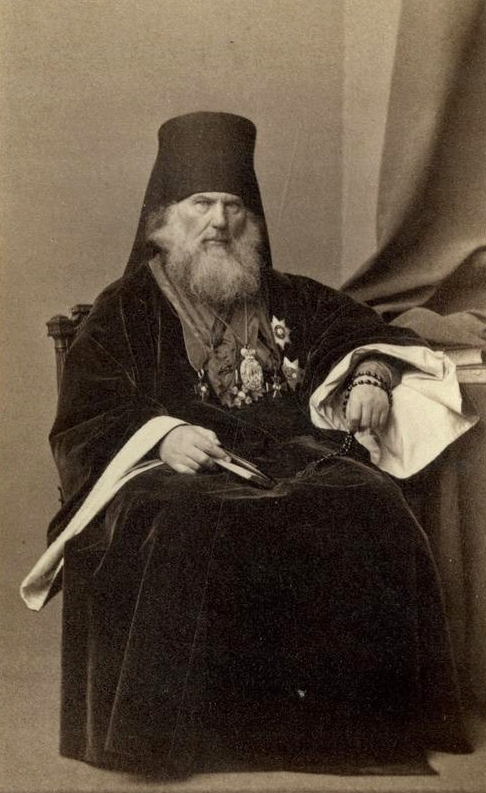
Архиепископ Платон в 1865 году

Когда совершилось воссоединение западно-русских униатов с православной церковью, архимандрит Платон, как обнаруживший, ещё в бытность на службе в академии, во время подготовления дела воссоединения, — живое сочувствие и участие к этому делу, был назначен 28 апреля 1839 года настоятелем Виленского Свято-Духова монастыря. С этого времени для Платона начался период административного служения православной церкви и отечеству, преимущественно на окраинах русского государства, где от представителя православной церкви требовалась особенная зоркость, стойкость и мудрый такт в управлении делами. Вскоре Платон сделался ревностным сотрудником преосвященного Литовского Иосифа (Семашко), который, незадолго перед тем, с миллионной паствой оставил унию и присоединился к православной церкви.
Плодотворная деятельность архимандрита Платона обратила на него внимание высшего начальства, и 8 сентября 1843 году он был рукоположен во епископа Ковенского, викария Литовской епархии. Будучи епископом Ковенским, преосвященный Платон особенно заботился об утверждении в воссоединенном духовенстве и обществе преданности православной церкви, её богослужению и постановлениям.

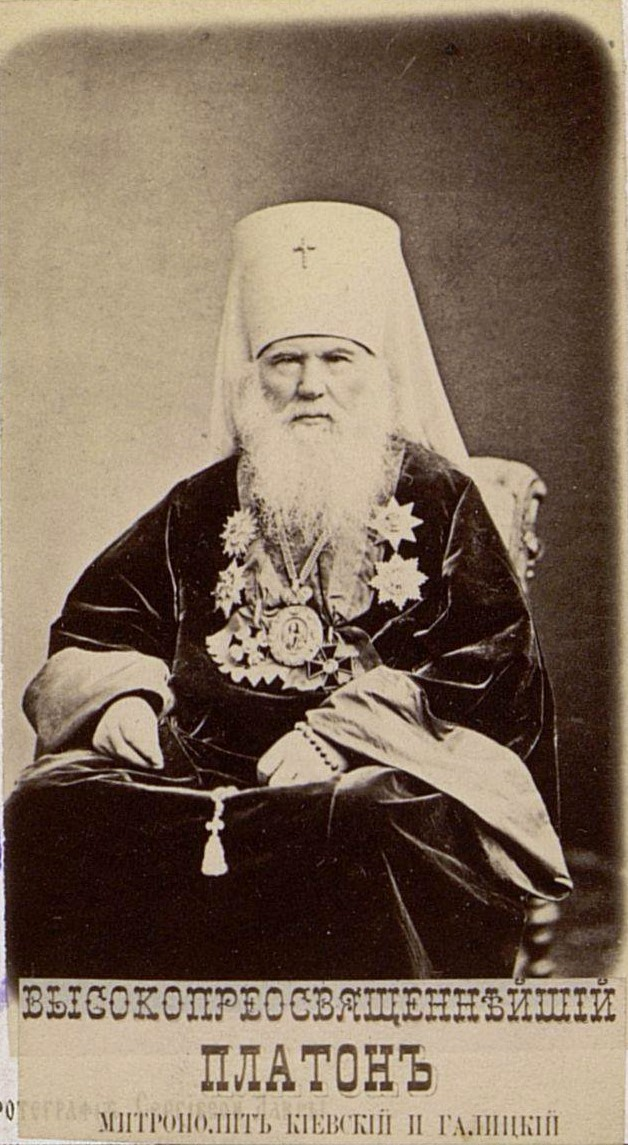
Митрополит Платон (Городецкий) в 1880-е годы.

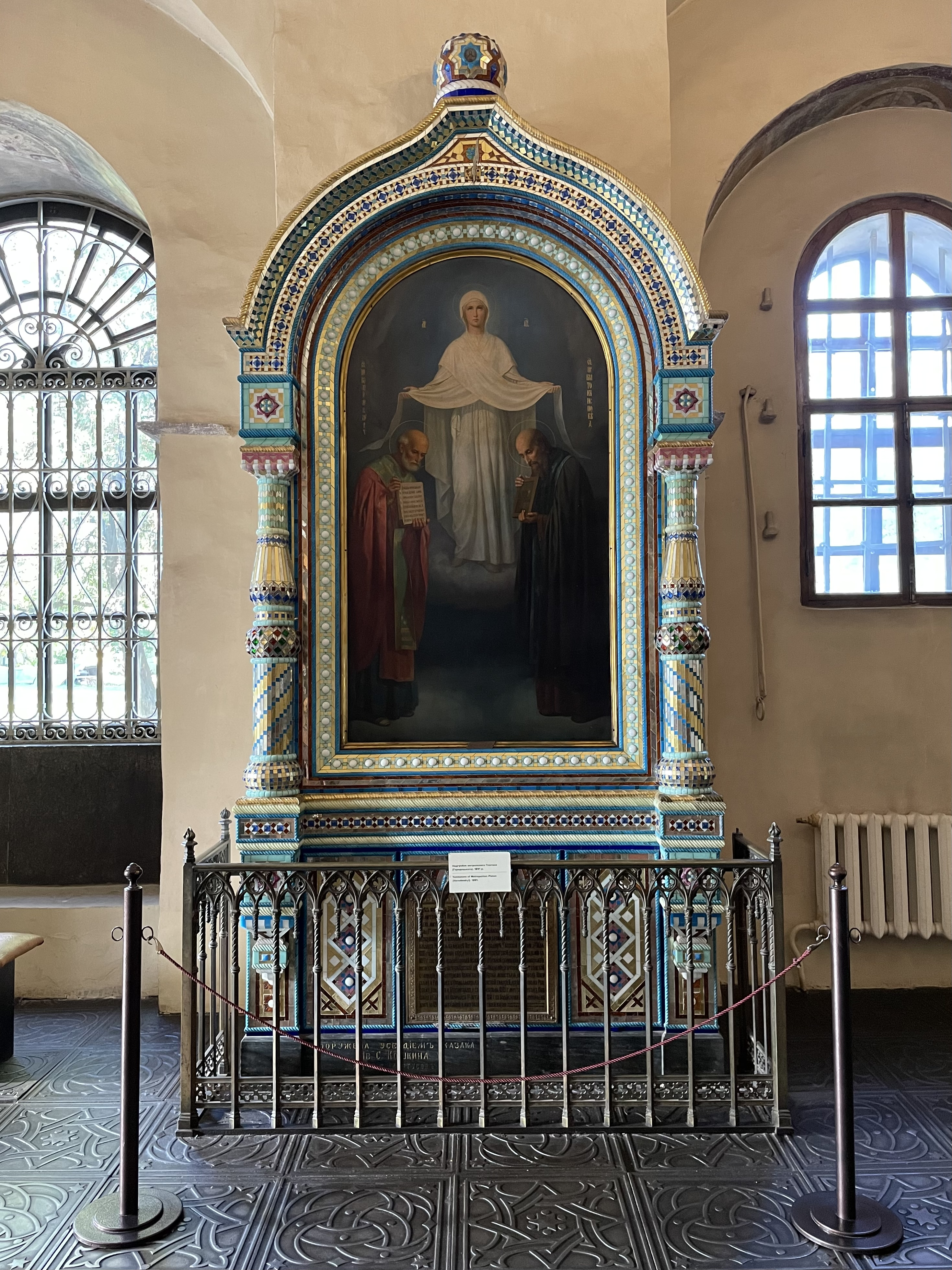
Надгробие митрополита Платона (Городецкого) в Сретенском приделе Софийского собора, 1891

Через пять лет, 6 ноября 1848 года, ему Высочайше было повелено быть епископом Рижской епархии. В 1850 году, по возведении Рижской архиерейской кафедры, бывшей до сего викарной, на степень самостоятельной епископской, епископ Платон пожалован был саном архиепископа.
В конце 1860-х годов архиепископ Платон был вызываем для присутствования в Святейшем Синоде (в течение почти 4-х лет). Со времени перехода в Ригу пастырская деятельность Платона расширилась. В то время немцы-лютеране теснили там православных эстов и латышей, отнимали у них земли, привлекали безвинных к суду и подвергали взысканиям. Нападки немцев на православие и православных усилились, когда образовалась самостоятельная русская епархия. Они осмеивали православных пастырей, не щадили и преосвященного. Архиепископ Платон выступил на защиту угнетаемых и православия. Он с редкой твёрдостью характера преодолел массу интриг и не только удержал в православии эстов и латышей, но и увеличил паству присоединением более 41 000 человек. Преосвященный украсил неустроенные до него храмы в Остзейском крае и построил новые; возвысил епархиальное духовенство в умственном и нравственном отношениях, преобразовал Рижское духовное училище в семинарию, которая была открыта в Риге осенью 1851 года. Число приходских школ при нём в епархии возросло до 359. Чтобы защитить православных крестьян, у которых помещики отбирали дома и земли, он ходатайствовал о Высочайшем повелении отводить таким крестьянам земли в казённых имениях.
Миссионерская деятельность архиепископа Платона простиралась не на одних только лютеран, но и на проживавших там старообрядцев, преимущественно Федосеевского толка. В Рижской семинарии был открыт отдельный класс для изучения раскола и средств для борьбы против него. Результатом этой деятельности преосвященного было основание в Псковской и Рижской епархиях 7 единоверческих приходов и присоединение более 3 тысяч старообрядцев.
Отстаивая интересы православной церкви, архиепископ Платон в то же время старался поднять русское значение в крае. Он настаивал, чтобы преподавание русского языка было усилено в крае и чтобы были открыты в Ревеле и Риге мужские гимназии.
В 1863 году московский митрополит Филарет (Дроздов), когда Обер-прокурор Святейшего Синода спрашивал его совета относительно кандидатов на важную архиерейскую кафедру Казанскую, высоко ценя заслуги Платона, поставил его первым в ряду других кандидатов. Но важность дела, на которое архиепископ Платон был призван в Рижскую епархию, а с другой стороны, трудность заменить его другим лицом были причинами, почему его кандидатура была отклонена. За свои труды по Рижской епархии архиепископ Платон получил панагию, украшенную драгоценными камнями, Орден Святого Александра Невского и алмазный крест на клобук.
В 1867 году архиепископ Платон, согласно прошению, был переведён в Донскую епархию. Здесь он также нашёл обширное поле для миссионерской деятельности. Старообрядцев в Донской епархии в 1860-х годах насчитывалось 80 тысяч. Архиепископ Платон старался уничтожить существовавшую вражду у старообрядцев к православной церкви и до некоторой степени успел в этом. Он принимал раскольников в своей гостиной и за чашкой чаю лично беседовал с ними; сам ездил проповедовать в глухие притоны; священников, малоспособных к миссионерству, заменял другими. Архиепископ Платон действовал и другим внушал действовать против раскольников мирным способом и чуждался репрессивных мер. На Дону он основал несколько единоверческих приходов и присоединил к православию несколько тысяч человек. Далее, в 1871 году открыл в Новочеркасске миссионерский комитет и при его помощи распространял христианство среди калмыков, исповедовавших буддизм. Немного ранее им была открыта Донская Духовная Семинария, и, в тех же целях обращения калмыков, — в учебный курс её было введено преподавание калмыцкого языка. Архиепископ Платон также положил начало изучению языка и быта калмыков на месте их кочевьев, строил церкви, открывал церковно-приходские школы, призывая к педагогической деятельности приходское духовенство.
25 апреля 1877 года архиепископ Платон был перемещён на кафедру Херсонской епархии, где был отпразднован в том же году 50-летний юбилей его деятельности на пользу церкви и отечества. В Одессе, где паства подвергалась чужеземным влияниям, и где она была более других жителей России склонна утратить православную веру, учреждено было Платоном братство Св. Андрея Первозванного. Он также основал здесь и устроил женское епархиальное училище.
4 февраля 1882 года Платон был назначен митрополитом Киевским и Галицким. В 1886 году, по его инициативе, в Киеве состоялся съезд представителей духовенства — преосвященных южных и западных епархий для решения вопроса об общих мерах против штундизма. Затем, для усиления миссионерской деятельности учреждены были четыре миссионерские вакансии и открыта третья викарная епископская кафедра. Немало было сделано митрополитом Платоном и для просвещения вверенной ему паствы, в частности: преобразование братства Св. Владимира, основание и открытие второго епархиального женского училища, постоянная заботливость о церковно-приходских школах и, особенно, о рассадниках духовного просвещения — духовной академии и духовной семинарии.

## Сочинения
Митрополит Платон пользовался большой известностью не только как энергичный деятель, но и как талантливый проповедник. Наиболее выдающиеся из его речей и бесед следующие:
- «Слово, произнесенное преосвященным Платоном, епископом Ковенским, при первым его служении в Ковенском Александро-Невском соборе, 29 го октября 1843 г.», СПб. 1844 г.;
- «Речь пред молебствием по объявлении Высочайшего манифеста, данного в 14-й день марта 1848 г., по случаю распространившейся на Западе крамолы», СПб. 1849 г.;
- «Слово о бессмертии души человеческой, сказанное при поминовении одной благородной девицы», СПб. 1864 г.;
- «Первое пастырское послание к православным эстам и латышам о том, что православная Восточная церковь есть истинная Христова спасительная церковь», С.-Гиб. 1866 г.;
- «Второе послание к православным эстам и латышам Прибалтийского края о том, что Иисус Христос основал одну церковь, которую должны составлять все ученики Его в совершенном единомыслии», СПб. 1866 г. и 1873 г.;
- «Третье послание… о том, что православная Восточная церковь основана Иисусом Христом и апостолами Его и доселе остается в правоверии», СПб. 1866 г. и 1873 г.;
- «Четвертое послание… о том, что православная русская церковь есть отрасль Восточной и находится в совершенном единении с ней», СПб. 1866 г.;
- «Пятое послание», СПб. 1866 г.;
- «Шестое послание… о том, что православная русская церковь с самого основания её и доселе хранила истинную, древлеотеческую и благодатную веру Христову», СПб. 1866 г.;
- «Речь при открытии Рижского Петропавловского Братства», СПб. 1866 г.;
- «Прощание с рижской паствой», СПб. 1867 г.[2]
- «Ответ на письмо русских рижан», СПб. 1867 г.;
- «Слово о частном суде, о смерти человека, сказанное при погребении тела в Бозе почившего графа И. М. Платова… 12 октября 1874 г.», Новочеркасск, 1874 г.;
- «Три слова о ходатайстве святых, сказанные высокопреосвященным Платоном, бывшим архиепископом Донским и Новочеркасским», Киев, 1883 г.;
- «Слово в день Рождества Пресвятые Богородицы о том, что родители передают детям свои нравственные качества», Киев. 1883 г.;
- «О том, что православные христиане должны твердо держать свой веру и соединять с ней искреннюю любовь к Богу, к ближним и к самим себе», Киев, 1884 и 1885 гг.;
- «Пастырское вразумление посылающим безыменные письма», Киев. 1885 г.;
- «Беседа, сказанная в день празднования 900-летнего юбилея крещения России, 15 июля 1888 г., о том, что вера, исповедуемая православной русской церковью, есть истинная, благодатная и спасательная Христова вера», Киев. 1888 г.;
- «Пастырское послание к глаголемым старообрядцам», Киев, 1888 г. и Москва. 1888 г.;
- «Беседа в день празднования 50-летнего юбилея со времени воссоединения бывших в России униатов с православной Греко-Восточной церковью в 1839 г., сказанная в Виленском кафедральном соборе 8 июня 1889 г., о том, что все христиане, по учению Иисуса Христа и апостолов Его должны жить в мире и любви между собой и держаться одного вероисповедания, основанного на одном учении», Вильна, 1889 г. и Киев, 1889 г.;
- «Предсмертное слово увещания приснопамятного старца-архипастыря к заблуждающимся в вере штундистам и прочим сектантам», Киев. 1897 г.

Другие речи и беседы преосвященного Платона помещены в двух сборниках: «Слова и речи Платона, архиепископа Херсонского и Одесского, сказанные во время управления Херсонской епархией с июня 1877 г. по май 1880 г.». Издание Одесского духовенства в память исполнившейся 26 мая 1880 г. 50-летней годовщины священства архипастыря. Одесса. 1880 г., изд. 2-е, Киев. 1883 г.; и «Избранные слова и беседы, произнесенные в разные годы на дни воскресные и праздничные», Киев. 1892 г. Кроме того, Платону принадлежат «Письма к Иннокентию, архиепископу Херсонскому и Таврическому» («Труды Киевской Духовной Академии», 1892 г.).

## Награды
За свою долголетнюю и полезную деятельность Митрополит Платон получил ордена: св. Андрея Первозванного с алмазами, св. Владимира 1-й степени, св. Александра Невского, св. Анны 1-й степени и две панагии, украшенные драгоценными камнями; из иностранных орденов он имел: Сербский орден Такова 1-й степени, Черногорский орден князя Даниила 1-й степени, Болгарский орден Александра 1-й степени; был членом многих учёных и благотворительных обществ и учреждений и т. д.